# Igon
Igon é uma comuna francesa na região administrativa da Nova Aquitânia, no departamento dos Pirenéus Atlânticos. Estende-se por uma área de 5,32 km². Em 2010 a comuna tinha 1 020 habitantes (densidade: 191,7 hab./km²).